# Microsoft Media Server
Microsoft Media Server (MMS) - nazwa unikastowego protokołu Microsoftu wykorzystywanego do strumieniowej transmisji multimediów. MMS może korzystać z protokołu UDP jak i z TCP.
Domyślnym portem jest UDP/TCP 1755. Microsoft zaleca stosowanie nagłówka URL "mms://"